# Жангаозен
Жангаозен (каз. Жаңаөзен, рус. Жанаозен) је град Казахстану у Мангистауској области. Према процени из 2010. у граду је живело 95.631 становника.

## Становништво
Према процени, у граду је 2010. живело 95.631 становника.
| 1979.   | 1989.   | 1999.   |
| ------- | ------- | ------- |
| 34.000. | 48.300. | 51.100. |